# Tayler Wiles
Tayler Wiles, née le 20 juillet 1989 à Murray dans l'Utah, est une coureuse cycliste professionnelle américaine, membre de l'équipe cycliste Trek-Segafredo jusqu'à sa retraite en juillet 2023.

## Biographie

### Débuts

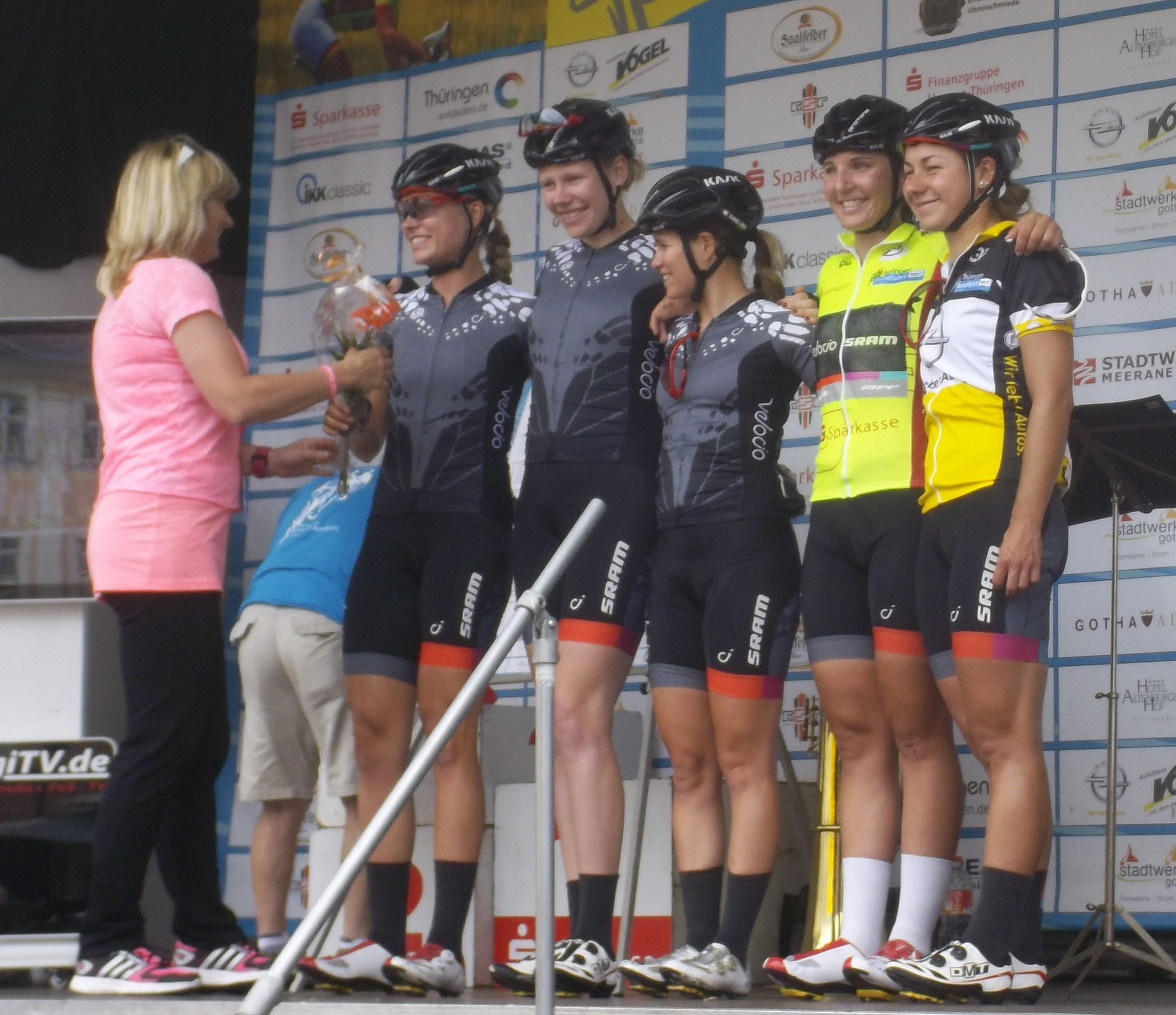
Tayler Wiles reçoit une fleur pour son anniversaire (à gauche)

Tayler Wiles est la fille de Rick, lui aussi cycliste, et de Sher Swensen. Elle pratique le football de 5 à 18 ans et reçoit une bourse au college. Elle arrête cependant ce sport pour se concentrer sur ses études. Elle rentre à l'Université de l'Utah et a deux majeures : biologie et exercice physique. Elle commence alors, à l'âge de 19 ans, le cyclisme alors qu'elle désire étudier la médecine afin de se changer les idées. Elle rencontre Matt Bradley, son petit ami de l'époque, lui aussi cycliste, qui la convainc d'acheter un vélo de route. Elle court sa première course en 2008 sur la Sanpete Classic Road Race. Elle se montre talentueuse et Margaret Douglas, une cycliste de longue date, et Kelsey Withrow, son amie, la conseillent pour progresser,.
En 2011, elle court pour l'équipe Peanut Butter Twenty12, l'équipe espoir de Exergy Twenty12. Elle gagne le titre de championne des États-Unis du contre-la-montre espoir.

### Carrière professionnelle

#### 2012
En 2012, elle passe dans l'équipe professionnelle Exergy Twenty12 en tant qu'équipière. Elle s'illustre sur le Tour de l'Ardèche, qu'elle dispute sous le maillot de la sélection américaine. Elle termine notamment troisième du contre-la-montre de la troisième étape derrière Ashleigh Moolman et Emma Pooley; ainsi que deuxième de la dernière étape distancée de près de quatre minutes par la Britannique. Au classement général final, elle est troisième,.

#### 2013
Elle rejoint l'équipe Specialized-Lululemon en 2013. Si elle réside à Fairfax en hiver, elle pose ses valises à Lucques pour la plus grande partie de la saison cette année-là. Si elle sait qu'elle va devoir faire un travail d'équipière la majorité du temps, elle espère avoir sa chance sur certaines courses. Son objectif est de courir le championnat du monde.

#### 2014
En 2014, sur l'épreuve de San Dimas, Taylor Wiles termine deuxième du contre-la-montre en côte. Peu après elle s'impose sur la Redlands Classic. Elle construit sa victoire en étant troisième du contre-la-montre de la deuxième étape et en s'échappant avec Mara Abbott lors de l'ultime étape,,.
À la fin du mois de mai, Taylor Wiles termine quatrième des Championnats des États-Unis contre-la-montre à une demi-seconde du podium. Sur l'épreuve en ligne, elle participe activement à la course et part en échappée avec Katie Hall, mais elles se font rattraper.
En juin, elle s'impose sur le Chrono Gatineau.
Début septembre, elle court le Tour de l'Ardèche. Sur la première étape qui se termine au sprint, elle est troisième. Dans le contre-la-montre individuelle de la deuxième étape, elle confirme sa bonne forme et finit de nouveau troisième et prend la même place au classement général. Le quatrième étape est agrémenté de plusieurs cols. Tayler est présente dans le groupe de tête. Elle remonte d'une place au classement général. L'étape suivante est de nouveau difficile. Tayler termine cinquième. Elle est finalement deuxième du classement général final,. Elle est sélectionnée pour les championnats du monde.

#### 2015
En février, avec la sélection américaine, Tayler Wiles s'impose sur le contre-la-montre par équipes inaugural du Tour de Nouvelle-Zélande. Au sein, d'une équipe très dominatrice, elle gagne le sprint en côte de la dernière étape et inscrit ainsi son nom au palmarès. Aux championnats des États-Unis, elle termine neuvième du contre-la-montre. Sur la course en ligne, elle suit les meilleurs et se retrouve dans le groupe de quatre coureuses qui disputent la victoire. Elle termine troisième du sprint.
En juin, elle termine troisième du Chrono Gatineau.
Lors de la deuxième étape du Tour de Thuringe, Tayler Wiles prend la bonne échappée à trente-huit kilomètres de l'arrivée. Elle attaque dans le dernier tour dans l'ascension du Arnstädter Hohle. Elle file vers la victoire, quand sa moto ouvreuse se trompe de direction à quatre kilomètres de la ligne. Elle se fait alors doubler par ses anciennes compagnonnes de fuite. Elle termine quatrième, mais se voit remettre de la plus combative en dédommagement. Le lendemain matin, elle se classe quatrième du contre-la-montre.
Au Tour de l'Ardèche, elle court sous le maillot d'une équipe mixte. Elle termine deuxième du contre-la-montre de la deuxième étape, une seconde derrière Lauren Stephens. Elle gagne l'étape le lendemain en solitaire et s'empare du maillot de leader du classement général. Elle gère les dernières étape pour remporter l'épreuve.

#### 2016
Elle s'engage en 2016 avec l'Orica-AIS.
À la Route de France, elle se classe deuxième du contre-la-montre de la quatrième étape à trente-trois secondes d'Amber Neben. Tayler Wiles remonte à la deuxième place du classement général derrière sa compatriot,. Elle lendemain, elle fait partie des meilleures dans cette étape montagneuse et termine vingt-cinq secondes derrière Amber Neben, vainqueur du jour. Elle est quatrième de la sixième étape, mais ne parvient pas à combler son retard. Elle est finalement deuxième de l'épreuve.

### 2019
À l'Emakumeen Euskal Bira, elle est active sur les deux premières étapes. Dans la dernière ascension de la troisième étape, à vingt-et-un kilomètres de l'arrivée, elles sont néanmoins reprises. Tayler Wiles y place une attaque. Elle a dix secondes d'avance sur un groupe de favorites au sommet dans un épais brouillard. Après la descente, son avance est de trente secondes, alors que le groupe de poursuivantes est mené par la formation Movistar. L'Américaine s'impose finalement. Elle est finalement quatrième du classement général.
Elle fait partie de la composition de la formation remportant le contre-la-montre par équipes de l'Open de Suède Vårgårda.

## Vie privée
En 2014, Tayler est en couple avec Olivia Dillon.

## Palmarès
- 2010
  - 5e étape de la Mount Hood Cycling Classic
  - 3e de la Tucson Bicycle Classic
- 2011
  -  Championne des États-Unis du contre-la-montre espoirs
- 2012
  - 3e du Tour Cycliste Féminin International de l'Ardèche
- 2013
  - 1re étape du Lotto Belisol Belgium Tour (contre-la-montre par équipes)
- 2014
  - Redlands Classic
  - Chrono Gatineau
  - 2e du Tour Cycliste Féminin International de l'Ardèche
- 2015
  - Tour de Nouvelle-Zélande :
    - Classement général
    - 1re (contre-la-montre par équipes) et 4e étapes

  - 2e étape secteur a de l'Energiewacht Tour (contre-la-montre par équipes)
  - Tour de l'Ardèche :
    - Classement général
    - 3e étape

  - 3e du championnat des États-Unis sur route
  - 3e du Chrono Gatineau
- 2016
  - 2e de la Route de France
- 2017
  - Tour of the Gila
  - 5e étape du Tour de Thuringe
  - 2e du Tour de Feminin
- 2018
  - 2e du Tour de Californie
  - 2e du championnat des États-Unis du contre-la-montre
  - 3e du Chrono Gatineau
  - 10e du championnat du monde du contre-la-montre
- 2019
  - 3e étape de l'Emakumeen Euskal Bira
  - Contre-la-montre par équipes de l'Open de Suède Vårgårda
  - 3e du Chrono Gatineau
- 2020
  - 1re étape du Tour d'Italie (contre-la-montre par équipes)
  - 3e de la Race Torquay
- 2021
  - 1re étape du Tour d'Italie (contre-la-montre par équipes)
  - 2e du Trophée des Grimpeuses

### Classements mondiaux
| Année                                 | 2012 | 2013 | 2014 | 2015 | 2016 | 2017 | 2018 | 2019 | 2020 | 2021 | 2022 | 2023  |
| ------------------------------------- | ---- | ---- | ---- | ---- | ---- | ---- | ---- | ---- | ---- | ---- | ---- | ----- |
| Classement UCI                        | 154e | 308e | 55e  | 39e  | 72e  | 45e  | 41e  | 57e  | 44e  | 125e | nc   | 1214e |
| UCI World Tour                        |      |      |      |      | 142e | 86e  | 27e  | 33e  | 34e  | 114e | nc   | 324e  |
|                                       |      |      |      |      |      |      |      |      |      |      |      |       |
| Légende : nc = non classéSource : UCI |      |      |      |      |      |      |      |      |      |      |      |       |